# 釜石線
釜石線（日语：／ Kamaishi sen */?）是一條連結日本岩手縣花卷市的花卷與釜石市的釜石，屬於東日本旅客鐵道（JR東日本）的地方交通線等級鐵路線。

## 概要
釜石線连接岩手县中部的花卷市与沿岸地区的釜石市，沿线曾经有釜石制铁所及为其供应铁矿石的釜石矿山，因此曾经运行货运列车。然而，现在该线路已转变为仅用于客运的地方铁路。2011年（平成23年）3月11日發生東日本大震災後部分路段因災害損壞而停運，翌月全線恢復運行。
此路線尚有一個暱稱「銀河夢鐵道釜石線」（銀河ドリームライン釜石線），起源於釜石線的前身岩手輕便鐵道，被指是宮澤賢治的《銀河鐵道之夜》的原型。同時宮澤賢治的《Signal與Signalless》將東北本線與釜石線的信號機擬人化，描繪出男女的愛情故事。另外，宮澤賢治的作品中經常有世界語的單詞登場，因此各站都設有世界語的暱稱。

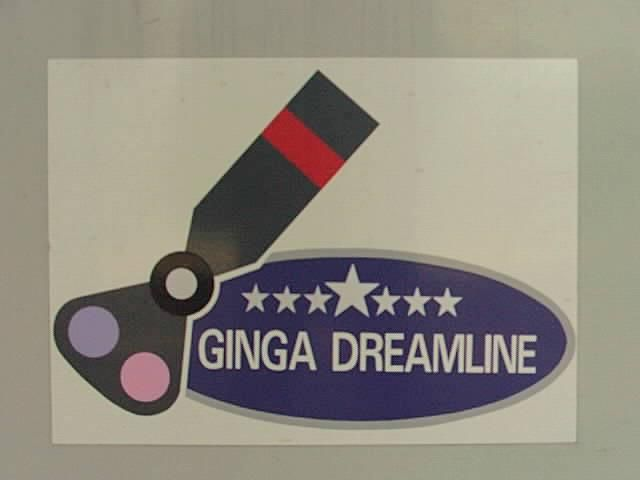
带有銀河夢鐵道意象的标识
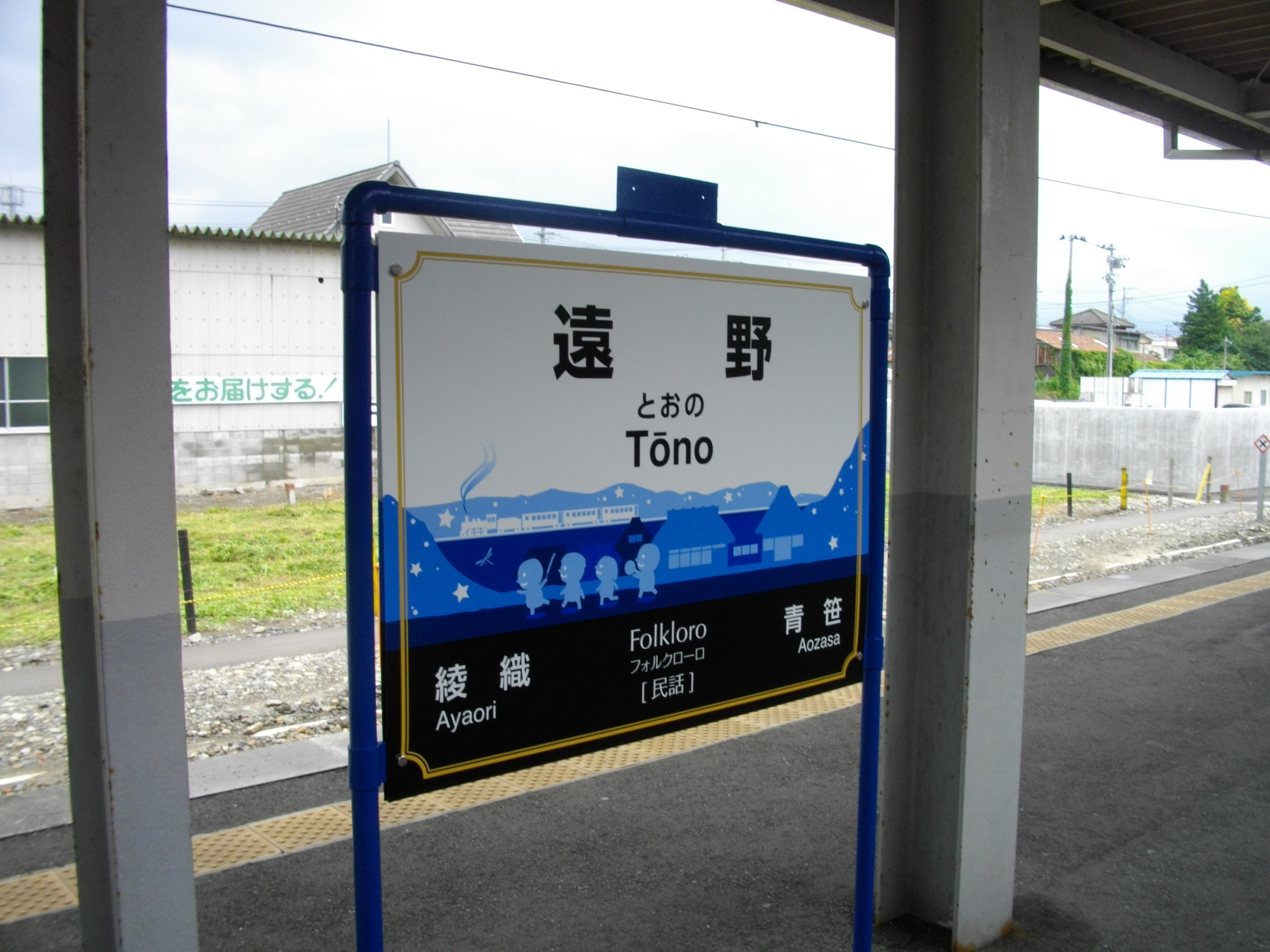
远野站的站名牌 有世界語暱稱併記。
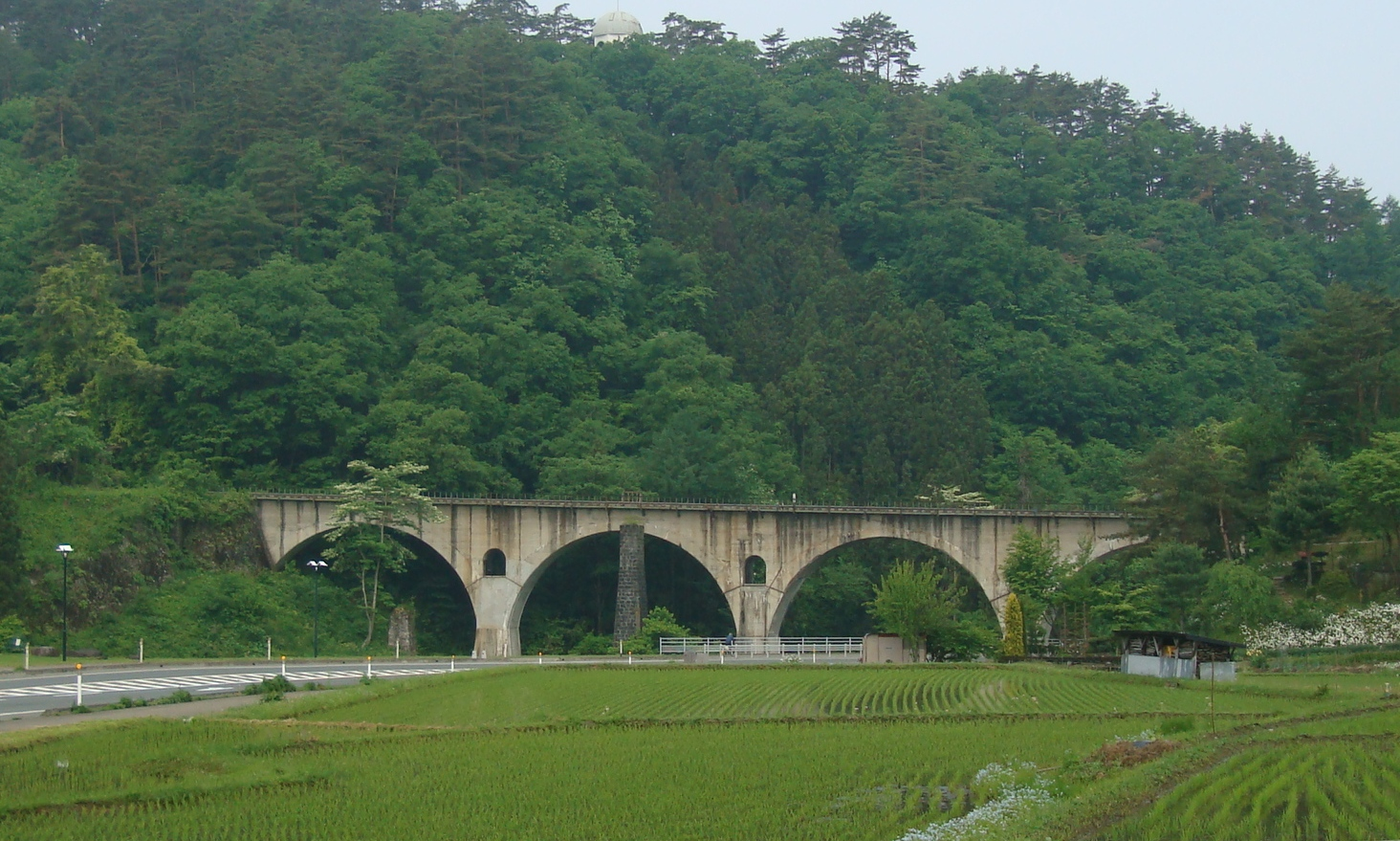
宮守川橋（日语：宮守川橋梁）（宮守 - 柏木平間）

## 路線資料
- 管轄（事業類別）：東日本旅客鐵道（第一種鐵道事業者）
- 路段（營業距離）：花卷站－釜石站 90.2公里[1]
- 軌距：1067毫米
- 站數：24個（包括起終點站）[1]
  - 若只限屬於釜石線的車站，排除起終點站（花卷站屬於東北本線，釜石站屬於山田線[3]）則為22個。
- 複線路段：沒有（全線單線）
- 電氣化路段：沒有（全線非電氣化（日语：非電化））
- 閉塞方式：特殊自動閉塞式（軌道回路檢知式）
- 保安裝置：ATS-Ps
- 運轉指令所（日语：運転指令所）：盛岡綜合指令室（CTC）
- 最高速度：85公里/小時

全線由盛岡支社管轄。

## 历史
釜石線由岩手轻便铁道铺设、花巻 - 仙人峠間的釜石西線，与铁道省铺设、陸中大橋 - 釜石間的釜石东線组成。

### 釜石西線
花巻 - 仙人峠区间最初是由岩手轻便铁道铺设的762毫米轨距轻便铁路，在1913年（大正2年）至1915年间开通。在此期间，由于终点一侧的部分区段已经开通，线路一度分为花巻 - 岩根桥之间的西线和柏木平 - 仙人峠之间的东线两个部分运营，国有化后花巻 - 仙人峠区间被归入了釜石西线。
釜石西線与釜石东線之间的仙人峠 - 大桥区间全长仅约4公里，但此段铁路必须穿越海拔差高达300米的仙人峠。由于建设费用过高，铁路铺设计划被放弃。作为替代方案，采用了全长3.6公里的索道（缆车）运输货物，而旅客则需步行5.5公里穿越这段山路。1927年（昭和2年），《铁道敷设法别表第8号》追加了铺设“从岩手县花巻经远野至釜石的铁路”，并于1929年决定开工建设现今的釜石线。1936年岩手轻便铁道被政府收购并国有化，成为铁道省的釜石线。同时，索道也被收购，成为日本国铁历史上唯一运营的索道。1944年釜石东线开通后，线路改名为釜石西线。

### 釜石东線
在釜石东线开通之前，已有平行的铁路投入运营。首先是在1880年（明治13年）8月30日，由致力于富国强兵的政府工部省修建的釜石矿山专用铁道开通，该线路连接了釜石码头至大桥采矿所，全长18.3公里，此外还包括小佐野至小川山之间的4.9公里支线，整个线路总长26.3公里。这条铁路主要用于向釜石制铁所运输矿石，是日本第三条开通的铁路。然而，由于釜石制铁所经营不善，1883年炼铁生产中断，导致釜石矿山关闭，铁路也在开通仅3年后便停运。随后，这些铁路设备和车辆被转让给阪堺铁道（南海电气铁道的前身）。
之后，1884年釜石矿山马车铁道（釜石町 - 甲子村，轨距762毫米）作为岩手县内首条私營鐵路开通。1911年该铁路由田中长兵卫个人经营的矿山铁路（鈴子 - 大桥，轨距762毫米）接手，这是为了恢复釜石制铁所而由田中开设的铁路。1916年该铁路被转让给田中矿山（1924年改名为釜石矿山），1940年又转让给日铁矿业。由于1927年《铁道敷设法别表第8号》追加了铺设“从岩手县花巻经远野至釜石的铁路”，釜石东线开始计划与建设。1944年釜石东线开通，釜石东线开通后，平行的釜石矿山铁道成为货运专用线，最终于1965年4月1日废除。

### 全线开通
由于岩手轻便铁道的轨距为762毫米，为了与国铁路线通行，因此逐步实施了改轨至1067毫米的工程。与此并行，跨越仙人峠的铁路建设也开始进行。在国有化之前，岩手轻便铁道曾请求日本国铁进行调查研究，最初的方案是建设展线穿越仙人峠。在重新评估后，国铁于1936年6月开始实际施工，最终选择的线路是从足瀬站分岐，经过足瀬隧道进入气仙川流域，再经过上有住站，穿过土仓峠下的土仓隧道。随后，铁路沿仙人峠东侧山坡延伸，通过一个全长1,280米、半径250米、呈“Ω”字形的第二大桥隧道，逐步下降到陸中大橋站。
改轨工程方面，1944年花卷至柏木平段的工程竣工。釜石西線花卷站原本位于東北本線花卷站前，经过改造后与東北本線花卷站共构，原来的釜石西線花卷站则作为花卷温泉电气铁道（后来的花卷电铁）的车站使用。然而，太平洋战争局势恶化，改轨工程以及仙人峠新线建设工程一并中断，不过路基工程大部分已完成，新线区间的土仓隧道也已经贯通。
戰後，1946年由于台风造成山田線遭受破坏并长期停运，作为替代路线，釜石线的建设与改造被优先进行。1948年工程得以重启，翌年柏木平至远野段的改轨完成。1950年远野至足瀬段的改轨竣工，足瀬至陆中大桥段通过新线连接，釜石线全线贯通。另外足瀬至仙人峠段，以及仙人峠至陆中大桥段的索道被废除。其中，足瀬至仙人峠区间是国铁拥有的最后一条轻便铁道。
釜石线全线贯通后，取代山田線，成为连接岩手县内陆与沿海的主要铁路线。1987年國鐵分割民營化后釜石线由JR东日本继承，JR貨物作为第二種鐵道事業者继续经营铁路货运，不过随着铁路货运衰落，釜石线在1999年停止货运业务，转变为仅用于客运的地方铁路。2011年（平成23年）3月11日發生東日本大震災後部分路段因災害損壞而停運，翌月全線恢復運行。

## 碰撞事故
在JR东日本列车与鹿、羚羊等野生动物发生的碰撞事故中，约50%发生在釜石线和山田线，成为该路线一大问题。为此，自2004年起，JR东日本与岩手大学共同开发并使用了驱避剂，并从2007年开始在沿线安装防止野生动物进入的网。此外，还在清晨和夜间对线路进行激光照射等措施，以减少动物的侵入。到了2017年2月，JR东日本在运行车辆的Kiha 100系的一辆列车上试验性地采用了排障器，2019年又通过喷洒药剂，以减少列车与动物碰撞时对列车运营的影响。

## 運轉情形

### 普通列车

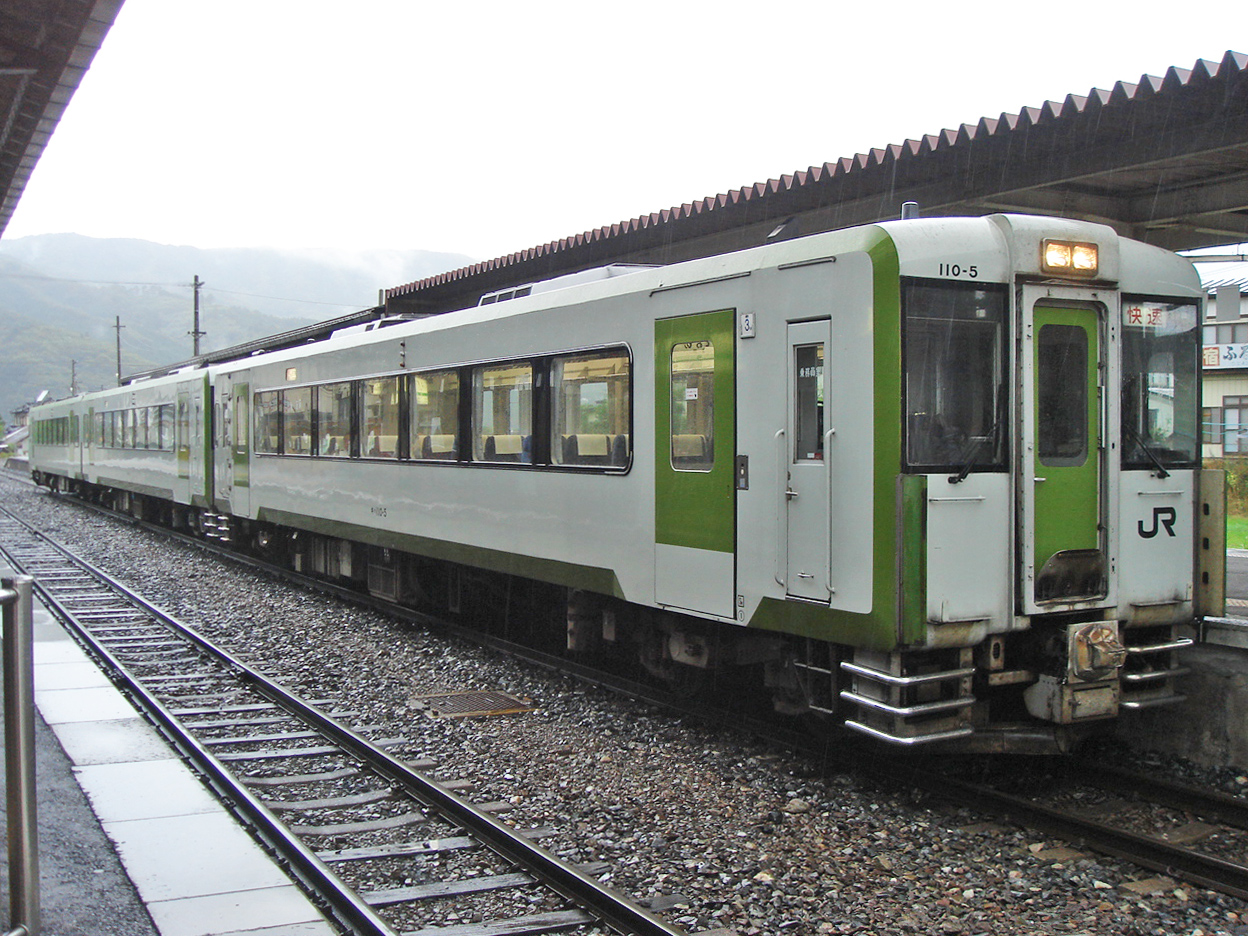
JR東日本Kiha110系柴油動車組 担当快速列车“濱百合”。

普通列车在花卷站至釜石站之间基本上以每两小时一班的频率运行，但早晨有一趟从远野发往釜石的区间列车。此外，一部分列车通过东北本线运行，往返于盛冈站。在东日本大地震之前，也有直通山田线的列车，往返于宮古站。2010年12月3日前，曾有一趟从釜石出发，直通至岩手銀河鐵道線好摩的列车。
此外，在盛冈站至釜石站之间，还有运行有部分指定席的快速列车“濱百合號”，每日设有三往返，列车通常为三节编组。东日本大震灾前濱百合曾有从宫古站始发列车，但由于东日本大震灾导致山田线停运，之后仅在釜石站至盛冈站间运行。

### 優等列車

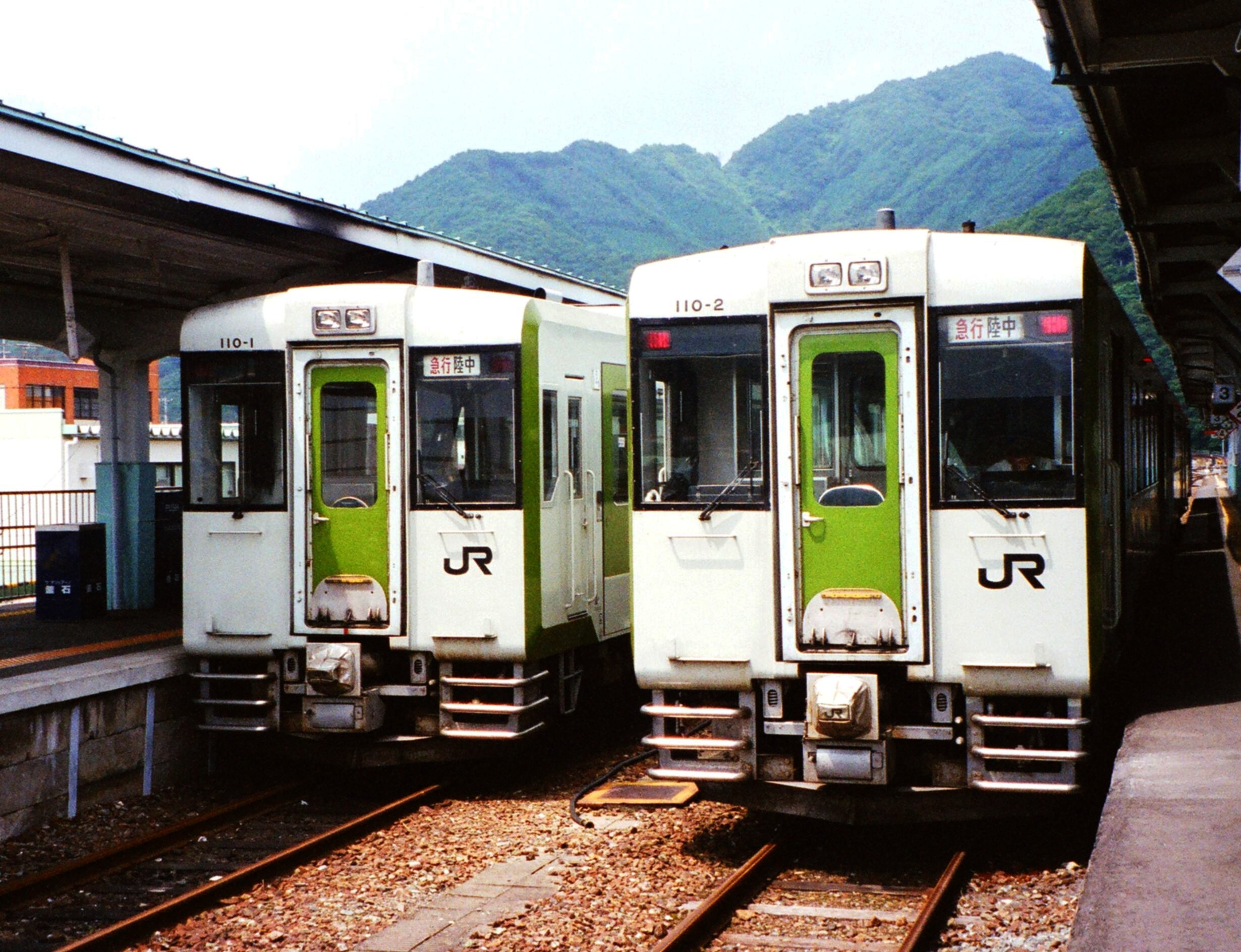
在釜石站停車中的KiHa110系急行「陸中」（1999年拍攝）

在國鐵時代，釜石線曾經設有優等列車，開行過以下列車：
- 1961年行走於上野站至盛岡站的急行列車「陸中」，一部分車廂在花卷站分離，經釜石線、山田線開往宮古站。1966年10月廢止。
- 1965年開行由盛岡出發，經山田線、釜石線、東北本線，最後返回盛岡的循環運行的準急列車「外山」和「五葉」，1966年3月升格為急行列車。
- 1965年开行仙台站至弘前站之間（經東北本線、釜石線、山田線、花輪線、奧羽本線）的準急列車「三陸」，1966年10月急行「三陸」改名「陆中」，运行区间变更为仙台 - 秋田[8]。
- 1970年开行仙台站至釜石站之間的急行列車「三陸」。1972年「三陸」废止编入「陆中」，「陸中」運行區間縮短至仙台 - 宮古，宮古 - 秋田改开行「米代」。[9]

1982年隨著東北新幹線啟用，進行了以下系統整理：
- 急行「五葉」、「谷湾」廢止。
- 急行「陸中」改在北上站到發。1985年改從盛岡站到發。2002年「陸中」废止，全部降格快速列车「濱百合」。

此外，由于当时釜石制铁所24小时运营，国铁还曾为夜班工人运营过未在时刻表中列出的深夜列车。1979年时的列车时刻表显示，这列深夜列车凌晨1点25分从釜石站发车，于凌晨2点22分到达终点站陆中山田。

### 临时列车

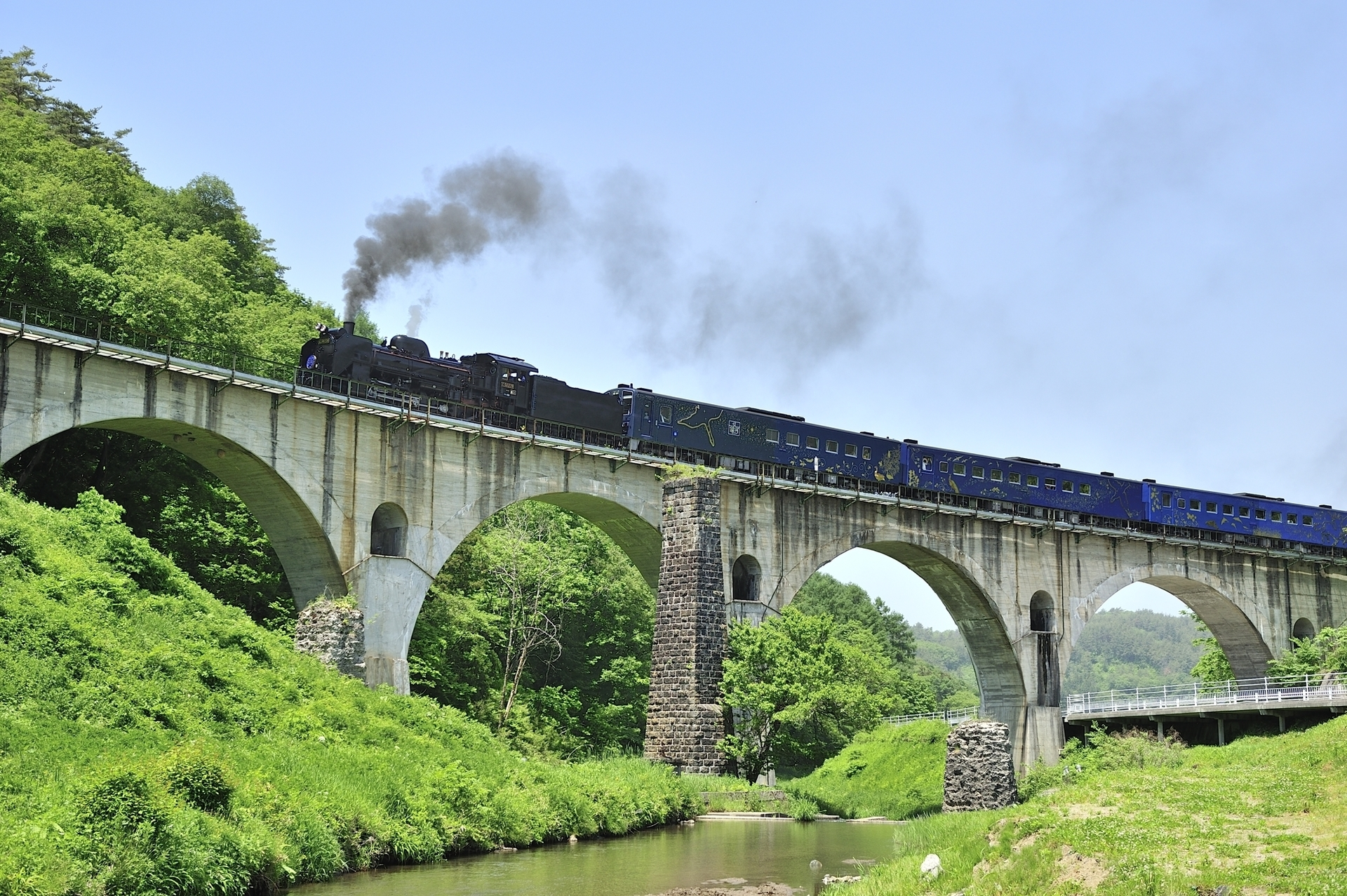
经过宮守川橋的「SL銀河」

2014年4月12日，SL銀河號列車重新開始行駛，運行於花卷車站－釜石車站區間，運行時段週休二日和節慶假日為主，由日本国铁C58型蒸汽机车239号牵引。「SL銀河」的前身是1989年到2001年间开行的「SL銀河夢」列車，2001年停运后，在2004、2012年曾经恢复运行。
2023年6月11日「SL銀河」由于客車老化停止运营，同年12月23日由JR東日本HB-E300系柴聯車担当的观光列车取代。另外，2020年12月頂級郵輪式臥鋪列車四季島號曾经驶入釜石線花巻 - 遠野間。

## 使用車辆
- 现在使用車辆
  - JR東日本KiHa110系柴聯車 - 担当定期列车，110系0番台曾经担当急行「陸中」和现在的快速列车「濱百合」指定席；110系100番台则担当快速列车「濱百合」的自由席。
  - JR東日本HB-E300系柴聯車 - 担当临时列车。
- 过去使用車辆
  - 日本國鐵KiHa58系柴聯車（日语：国鉄キハ58系気動車）
  - 日本國鐵KiHa52型柴聯車（日语：国鉄キハ20系気動車#キハ52形）
  - 日本国铁C58型蒸汽机车（日语：国鉄C58形蒸気機関車）

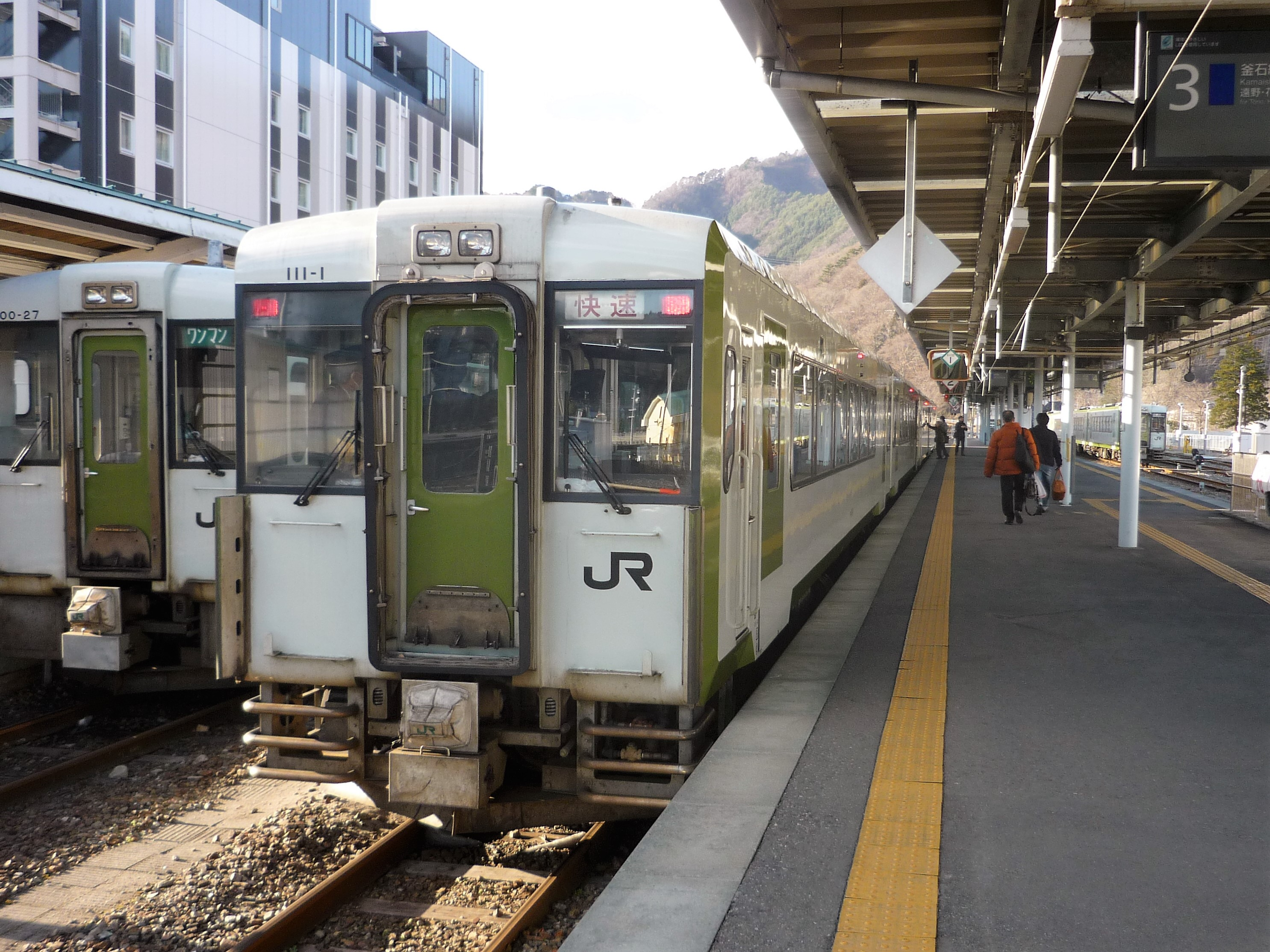
Kiha110系担当快速列车“濱百合”。
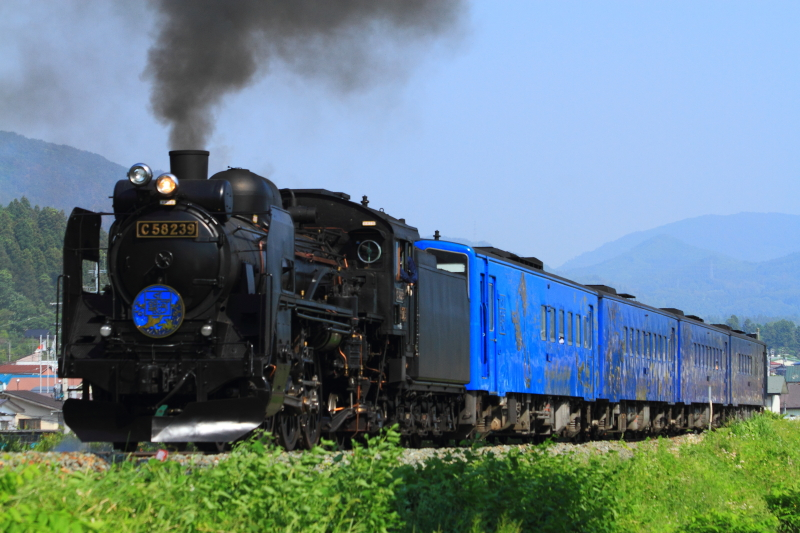
C58型蒸汽机车239号牵引「SL銀河」。

## 車站列表
- 停靠站
  - 普通…停靠所有車站
  - 快速「濱百合」…●：所有列車停靠，▲：一部分列車停靠，｜：所有列車通過
- 軌道（全線單線） … ◇：可列車交會，｜：不可列車交會
- 所有車站都位於岩手縣內

| 中文站名   | 日文站名 | 英文站名 | 站間營業距離 | 累計營業距離 | 快速濱百合 | 接續路線                    | 軌道 | 所在地        | 世界語愛稱 及其意思 |
| ---------- | -------- | -------- | ------------ | ------------ | ---------- | --------------------------- | ---- | ------------- | ------------------- |
| 花卷       |          |          | -            | 0.0          | ●          | 東日本旅客鐵道：■東北本線   | ｜   | 花卷市        | （彩虹）            |
| 似內       |          |          | 3.5          | 3.5          | ｜         |                             | ◇    | 花卷市        | （海岸）            |
| 新花卷     |          |          | 2.9          | 6.4          | ●          | 東日本旅客鐵道： 東北新幹線 | ｜   | 花卷市        | （星座）            |
| 小山田     |          |          | 1.9          | 8.3          | ｜         |                             | ｜   | 花卷市        | （月夜）            |
| 土澤       |          |          | 4.4          | 12.7         | ●          |                             | ◇    | 花卷市        | （有光的河流）      |
| 晴山       |          |          | 3.2          | 15.9         | ｜         |                             | ｜   | 花卷市        | （櫻並木）          |
| 岩根橋     |          |          | 5.8          | 21.7         | ｜         |                             | ｜   | 遠野市        | （鐵路橋）          |
| 宮守       |          |          | 3.4          | 25.1         | ●          |                             | ◇    | 遠野市        | （銀河的月台）      |
| 柏木平     |          |          | 6.1          | 31.2         | ｜         |                             | ｜   | 遠野市        | （橡子）            |
| 鱒澤       |          |          | 2.4          | 33.6         | ▲          |                             | ◇    | 遠野市        | （天之河）          |
| 荒谷前     |          |          | 2.8          | 36.4         | ｜         |                             | ｜   | 遠野市        | （水車）            |
| 岩手二日町 |          |          | 2.9          | 39.3         | ｜         |                             | ｜   | 遠野市        | （農民）            |
| 綾織       |          |          | 1.8          | 41.1         | ｜         |                             | ｜   | 遠野市        | （織布機）          |
| 遠野       |          |          | 4.9          | 46.0         | ●          |                             | ◇    | 遠野市        | （民俗）            |
| 青笹       |          |          | 4.3          | 50.3         | ｜         |                             | ｜   | 遠野市        | （河童）            |
| 岩手上鄉   |          |          | 3.5          | 53.8         | ▲          |                             | ◇    | 遠野市        | （鹿舞）            |
| 平倉       |          |          | 2.8          | 56.6         | ｜         |                             | ｜   | 遠野市        | （山之神）          |
| 足瀨       |          |          | 4.6          | 61.2         | ｜         |                             | ◇    | 遠野市        | （山口）            |
| 上有住     |          |          | 4.2          | 65.4         | ｜         |                             | ｜   | 氣仙郡 住田町 | （洞穴）            |
| 陸中大橋   |          |          | 8.3          | 73.7         | ｜         |                             | ◇    | 釜石市        | （礦石）            |
| 洞泉       |          |          | 5.9          | 79.6         | ｜         |                             | ｜   | 釜石市        | （鹿）              |
| 松倉       |          |          | 3.6          | 83.2         | ▲          |                             | ｜   | 釜石市        | （南十字星）        |
| 小佐野     |          |          | 3.3          | 86.5         | ●          |                             | ◇    | 釜石市        | （綠之風）          |
| 釜石       |          |          | 3.7          | 90.2         | ●          | 三陸鐵道：■谷灣線           | ◇    | 釜石市        | （海洋）            |

### 廢除路段
1943年廢除
花卷站－鳥谷崎站－似內站（3.7公里）
1950年廢除
足瀨站－仙人峠站（3.9公里）

### 廢除
廢除路段的車站參見前節。（）內是花卷站起計的距離
- 矢澤站（日语：矢沢駅）：1985年3月14日廢除，似內站－新花卷站間（6.0公里）
- 中鱒澤站：1936年8月1日廢除，鱒澤站－荒谷前站間（35.3公里）
- 關口站：1950年10月10日廢除，青笹站－赤川停留場間（51.7公里）
- 赤川停留場：1927年12月13日廢除，關口站－岩手上鄉站間（52.2公里）

### 過去的接續路線
- 花卷站：花卷電鐵鐵道線（花卷溫泉線）、軌道線（鉛線）（日语：花巻電鉄）（電鐵花卷站、中央花卷站）

### 文献
- 曽根悟（監修） 著、朝日新聞出版分冊百科編集部 編『週刊 歴史でめぐる鉄道全路線 国鉄・JR』 21号 釜石線・山田線・岩泉線・北上線・八戸線、朝日新聞出版〈週刊朝日百科〉、2009年12月6日、5-11頁。